# Rudolf Nagiller
Rudolf Nagiller (* 15. März 1943 in Untermettingen, Baden-Württemberg) ist ein österreichischer Journalist, der u. a. Hörfunk- und Informations-Intendant des Österreichischen Rundfunks (ORF) war.

## Biografie
Nach dem Zweiten Weltkrieg zog Nagillers Familie nach Tirol und anschließend nach Vorarlberg. Nach seiner Matura in Bregenz studierte er Wirtschaftswissenschaft an der Universität Innsbruck, wo er nach der Doktorarbeit seine journalistische Tätigkeit zuerst bei einer Wirtschaftsagentur begann. Im Jahr 1968 wechselte er zum ORF-Landesstudio Vorarlberg als Hörfunk-Redakteur. Bereits zwei Jahre später nahm er die Möglichkeit wahr, zum ORF Fernsehen nach Wien zu wechseln, wo er für vier Jahre Zeit im Bild-Redakteur war. Im Jahr 1974 wurde Nagiller Innenpolitik-Chef, im Jahr 1979 Hörfunk-Chefredakteur und ab dem Jahr 1983 Fernseh-Chefredakteur. Im Jahr 1986 kehrte er für die Funktion des Intendanten des Landesstudios Tirol nach Innsbruck zurück, bereits im Jahr 1990 wechselt er jedoch wieder nach Wien, um Hörfunk-Intendant zu werden.
Im Jahr 1994 erreicht er mit der Position des Informations-Intendanten den Höhepunkt seiner Karriere im ORF. Nagiller war in dieser Position besonders in den eigenen Reihen umstritten. Einer der Gründe war sein Versuch, die Fernsehsommergespräche unter dem Titel Anders gefragt neu zu erfinden. In diesem Zusammenhang wird er auf der ORF-Website so zitiert:
„Mein Motiv war, die Fragerei einmal ganz anders anzugehen. Ich hab’ so viele politische Interviews geführt. Ich kann diese Interviews fast nicht mehr hören, ehrlich gesagt, weil sie ja in Ritualen erstarrt sind. Wenn man das so lange macht und jeden Tag damit zu tun hat, dann wird das irgendwann einmal sehr schwer zu ertragen, weil ja kaum mehr Kommunikation, oder Information fließt, sondern es wird ein Ritual erfüllt. Und das Ritual wollte ich verlassen. Das ist mir auch gelungen. Aber wenn Sie ein Ritual verlassen, dann kriegen sie Prügel. Das ist überall auf der Welt so.“
Das Publikum nahm die Gespräche aber gut an. Dennoch hörte Rudolf Nagiller nach zwei Jahren mit dem umstrittenen Konzept auf.
Im Jahr 1998 bot er nach dem Abgang des ORF-Generalintendanten Gerhard Zeiler zu RTL dessen Nachfolger Gerhard Weis seinen Rückzug vom ORF an, was dieser akzeptierte. Nagiller arbeitet seitdem als Journalist und Buchautor. Sein Interesse hat sich seit seinem Abgang vom ORF weg vom politischen Journalismus und hin zur Gesundheitspublizistik verschoben. Sein erstes Buch Gentle Running wurde über 50 000 Mal verkauft.
Am 12. Dezember 2007 kehrte er als Moderator des neuaufgelegten Club 2 in den ORF zurück. In der ursprünglichen Ausgabe dieses Formats war er ungefähr fünfzigmal Gastgeber gewesen.
Seit 2015 hält Rudolf Nagiller bei Beerdigungen in Wien und Umgebung Trauerreden: ungefähr fünfzigmal im Jahr. Vermittelt wird er über die Bestattungsfirmen.

## UNICEF-Sonderbeauftragter
Als ehrenamtlicher Sonderbeauftragter der UNICEF für HIV/AIDS bereiste Nagiller in den Jahren 2005 und 2006 Malawi und Uganda, um in Fernseh- und Radioreportagen über die dortigen Folgen von AIDS zu berichten. Außerdem arbeitet er als ehrenamtlicher Journalist und Kommunikationsberater für einige NGOs.

## Auszeichnungen
- 1982: Dr.-Karl-Renner-Publizistikpreis und Goldenes Mikrofon für die Gründung und langjährige persönliche Produktion der Radiosendung Im Journal zu Gast.

## Veröffentlichungen
- mit Wim Luijpers: Gentle Running. Laufen nach Feldenkrais. Leichter laufen, besser atmen, schöner leben. NP-Buchverlag, St. Pölten/Wien/Linz 2001, ISBN 3-85326-181-7; Rowohlt-Taschenbuch-Verlag, Reinbek 2003, ISBN 3-499-61043-4
- mit Wim Luijpers: Gentle Moving. Bewegen nach Feldenkrais. Mehr Lebensfreude im Alltag durch bewusstes Bewegen. NP-Buchverlag, St. Pölten/Wien/Linz 2003, ISBN 3-85326-106-X
- mit Margarethe Fliesser & Helmut Fliesser: Wohlbefinden. Sich selber spüren, sich selber vertrauen. Dein Körper in Balance. NP-Buchverlag, St. Pölten/Wien/Linz 2004, ISBN 3-85326-237-6
- No Sports! Aus Liebe zur Bewegung. Mit dem 10.000 Schritte Programm. Orac, Wien 2008, ISBN 978-3-7015-0506-7